# Familienunterstützender Dienst
Der Familienunterstützende Dienst (FuD), auch bekannt als Familienentlastender Dienst (FeD), stellt spezielle Unterstützungen, ambulante und wohnortnahe, für Menschen mit Behinderung und deren Familien bereit. Hierbei kann es sich um Gruppenangebote (Konzert-, Kino-, Museenbesuche usw.) oder um zielorientierte Einzelbetreuungen handeln.
Die FuD sind meist in Trägerschaft von Wohlfahrtsverbänden oder anderen Trägern der Behindertenhilfe. Es handelt sich hierbei um Angebote mit pädagogischen Fachkräften, denen auch spezielle Räumlichkeiten zur Verfügung stehen. Sie wurden speziell für diese Aufgabe geschult, ihnen werden teilweise freie Honorarmitarbeiter zur Unterstützung zur Seite gestellt. In vielen Einrichtungen übernehmen Freiwilligendienstleistende einen großen Anteil der Tätigkeiten.
Die Träger der FuD sollen regelmäßige Fortbildungen zu fachspezifischen oder aktuellen Thematiken anbieten, um die Kompetenz der Fach- und Honorarkräfte zu steigern und die Qualität der Betreuung zu sichern.
Die Familienunterstützenden Dienste sind Vorreiter im Wandel von der „stationären Behindertenbetreuung“ hin zur „ambulanten Betreuung“.

## Konzeption
Menschen mit geistiger Behinderung und ihre Angehörigen benötigen mehr als andere Menschen Hilfen und soziale Unterstützung. Ziel der Lebenshilfe e. V. ist es, ihre Angebote zur Hilfe und Unterstützung der Menschen mit geistiger Behinderung und ihrer Angehörigen so zu gestalten, dass sie
- ein Leben so uneingeschränkt wie möglich führen können (Normalisierungsprinzip),
- am Leben der Gemeinschaft/Gesellschaft teilnehmen/-haben können,
- ihren Lebensstil und ihre Lebensgestaltung so weit wie möglich selbst bestimmen können,
- möglichst vielfältige ambulante Hilfen bekommen, bevor sie stationäre Hilfen in Anspruch nehmen müssen.

Die Mitarbeitern des Fachdienstes „Offene Hilfen“ (Familienunterstützender Dienst) verstehen ihre beratenden und unterstützenden Angebote als assistierende Hilfen, die den Personen mit Hilfebedarf und/oder ihren Angehörigen dabei Unterstützung bieten, ihre selbst gewählten Ziele zu verwirklichen. Sie erkennen als Fachleute das Recht auf Selbstbestimmung der Menschen mit Behinderungen an.
Die Lebensqualität von Menschen mit Behinderungen steht häufig in direktem Zusammenhang mit der Qualität dieser Angebote und Dienstleistungen, die aus diesem Grund ständig überprüft und weiterentwickelt werden.

## Aufgaben
Der Familienunterstützende Dienst unterbreitet Menschen mit Behinderung und ihren Familien professionelle, individuelle und familienorientierte Angebote. Das bedarfs- und bedürfnisorientierte Verständnis dafür erfordert ein relativ hohes Maß an Flexibilität seitens des FuD. Kooperationen erfolgen mit den Institutionen der Behindertenhilfe, mit ambulanten Diensten und mit den Fachbehörden auf örtlicher Ebene.

### Information und Beratung
- sozialpädagogische Beratung und Begleitung der Familien
- Beratung und Information in verschiedenen Lebensbereichen/-situationen (Schule, Arbeit, Beruf)
- Beratung und Information über bestehende gesetzliche Regelungen (Sozialleistungen und Sozialrecht)
- Vermittlung von Rechtsberatung
- Beratung und Information in Abstimmung mit anderen Fachdiensten und Organisationen (Weiterleitung und Kooperation)
- Initiierung und Unterstützung von Selbsthilfegruppen und Gesprächskreisen

### Familienunterstützende Hilfen
Stunden-, tage- und wochenweise individuelle Betreuung, Begleitung und Pflege von Menschen mit geistiger Behinderung (Vertretung der Pflegeperson) sowohl in der Familie als auch in der Lebenshilfeeigenen Wohnung.
- Angebote zur Freizeitgestaltung für Menschen mit geistiger Behinderung aller Altersstufen (Einzelbetreuung)
- Durchführung von Ferienspielen für Schulkinder mit geistiger Behinderung aller Altersstufen
- Durchführung von Urlaubsmaßnahmen für Jugendliche und Erwachsenen mit geistiger Behinderung
- Kontinuierliche Gruppen- und Kursangebote für Menschen mit geistiger Behinderung außerhalb der häuslichen Umgebung (Jugendclub, Erwachsenenclub, Bildungsangebote, Sportgruppen)
- Hortähnliche Nachmittagsbetreuung von Schulkindern
- Unterstützung in Krisensituationen (z. B. Vermeidung stationärer Aufnahmen)

### Persönliche Hilfen
- Förderung der Selbständigkeit und Integration in die Gesellschaft
- Individuelle Freizeitgestaltung, Begleitung und Unterstützung
- Sozialpädagogische Hilfen zur Bewältigung des Lebensalltages
- Hilfe bei der Pflege und der Versorgung
- Integrationshilfe im vorschulischen und schulischen Bereich
- Unterschiedliche Gruppenangebote

## Klienten / Zielgruppen
Ca. 70 % der Klienten sind im Alter von 6 bis 25 Jahren, der Rest sind junge Erwachsene bis 35 Jahre, Erwachsene und ältere Menschen. Ältere werden häufig in besonderen Einrichtungen betreut. Eine Ausnahme bildet die Betreuung von jüngeren Kindern, wie z. B. die eines Kindes im Alter von 14 Monaten. Der Familienunterstützende Dienst richtet sich an folgende Zielgruppen.
- Menschen mit Behinderung, gem. §53 SGB XII, die mit ihren Angehörigen oder anderen Betreuungspersonen in gemeinsamer häuslicher Umgebung wohnen.
- Menschen mit Schwerst- oder Mehrfachbehinderungen, die neben der häuslichen Versorgung nach den Regelungen des SGB Hilfen benötigen.
- Menschen mit Behinderung, die neben der Betreuung in einer teilstationären Einrichtung weiterer Hilfen und Beratung bedürfen.
- Menschen mit Behinderung, die selbstbestimmt leben wollen und neben bestehenden Hilfen auf weitere Unterstützung oder Beratung im Lebensalltag angewiesen sind.

## Personelle Ausstattung
Die Aufgabenbewältigung des FuD erfordert eine gut organisierte Zusammenarbeit von haupt-, neben- und ehrenamtlichen Mitarbeitern. Im Familienunterstützenden Dienst sind je nach Größe ein oder mehrere Planstellen mit Mitarbeitern mit sozialpädagogischer oder/und diplompädagogischer Qualifikation besetzt. Die Aufgaben der Leitungsmitarbeiter gliedern sich in folgende Bereiche:
- Leitung, Koordination und Organisation des Fachdienstes
- Gewinnung und Motivation neben- und ehrenamtlicher Mitarbeitern
- Schulung und Anleitung sowie Begleitung der neben- und ehrenamtlichen Mitarbeitern
- Anbahnung des Erstkontaktes und Begleitung des Betreuungsprozesses
- Organisation, Leitung und Begleitung von unterschiedlichen Gruppenangeboten, Ferien- und Urlaubsmaßnahmen
- Öffentlichkeitsarbeit

Neben den Leitungsmitarbeitern arbeiten im FuD festangestellte Mitarbeitern sowie geringfügig Beschäftigte mit unterschiedlicher Qualifikation, Praktikantinnen, Mitarbeitern im berufsvorbereitenden sozialen Jahr (BSJ) und zeitweise Mitarbeitern im Anerkennungsjahr Soziale Arbeit.
Außerdem veranstalten die FuD regelmäßige Fortbildungen zu fachspezifischen Themen oder aktuellen Thematiken, um die Kompetenz der Honorarkräfte zu steigern und die Qualität der Betreuung zu sichern.

## Kooperationspartner
Die Mitarbeiter des FuD arbeiten kooperativ mit anderen Einrichtungen und Diensten zusammen um Überschneidungen der Hilfsangebote zu vermeiden und um sich ergänzende Angebote abzustimmen und zu planen. Kooperationen erfolgen mit den Institutionen der Behindertenhilfe, mit ambulanten Diensten und mit den Fachbehörden auf örtlicher Ebene.

## Finanzierung
Die Grundfinanzierung (Sockelfinanzierung) wird zur Verfügung gestellt vom betroffenen Kreis und dem Bundesland. Von Sponsoren werden Gelder zur Verfügung gestellt, welche z. B. für die Ferienspiele verwendet werden, oder Sachspenden, wie z. B. Fahrzeuge. Diese gehören zur Hauptausstattung des FuD, da die betreuten Personen (Klienten) oft von zuhause abgeholt und wieder zurückgebracht werden. Ohne diese wären die vielen Ausflüge nicht zu realisieren. Viele Fahrzeuge haben eine besondere Ausstattung für den Transport von Klienten, die einen Rollstuhl benötigen.
Für die oben unter Aufgaben aufgezeigten Hilfeleistungen werden auf einer leistungsbezogenen und zeitlichen Grundlage mit den entsprechenden Kostenträgern, teilweise unter finanzieller Beteiligung der Kunden, abgerechnet. Die Personalkosten für die pädagogische Leitung sowie die Sachkosten des FuD werden durch Mittel des Landeswohlfahrtsverbandes und des Hessischen Ministeriums für Arbeit und Soziales entsprechend der Vergaberichtlinien bezuschusst. Die einzelnen Betreuungsleistungen werden unter Anwendung eines vereinbarten Stundensatzes mit dem örtlichen Sozialhilfeträger und den Pflegekassen abgerechnet, entsprechend der anerkannten Pflegestufe.
Bei der Abrechnung durch die Pflegekassen wird unterschieden zwischen der sogenannten Verhinderungspflege und zusätzlichen Betreuungsleistungen. Die Kostendeckung im Rahmen der Eingliederungshilfe wird vom Landeswohlfahrtsverband übernommen.

## Grenzen
Selbstverständlich gibt es auch Grenzen. Diese sind jedoch meist abhängig von den individuellen Fähigkeiten der einzelnen Mitarbeiter bezüglich des Verhaltens gegenüber z. B. verhaltensauffälligen Kindern. Sie sind manchmal unberechenbar und dies führt bei einigen unerfahreneren Mitarbeitern zur Hilflosigkeit bezüglich des weiteren Vorgehens in einer solchen Situation.
Bei der Einzelbetreuung (Intensivbetreuung) stößt man dagegen seltener, nur in Einzelfällen, auf Grenzen und was oft abhängig ist von der „Chemie“ zwischen Mitarbeiter und betreuter Person. Dies hängt oft zusammen mit Berührungsängsten bei den Klienten, die intensive Hilfe bei der Körperpflege durch die Mitarbeiter benötigen. Das kommt häufig bei neuen Mitarbeitern vor, legt sich aber mit der Zeit.
Grenzen werden häufig erreicht, wenn die betreute Person nicht in der Lage ist richtig verbal zu kommunizieren und sich mitteilen kann, welches Bedürfnis gerade anliegt. Dies trifft wieder insbesondere bei neuen unerfahreneren Mitarbeitern.